# Vrijdenkerij

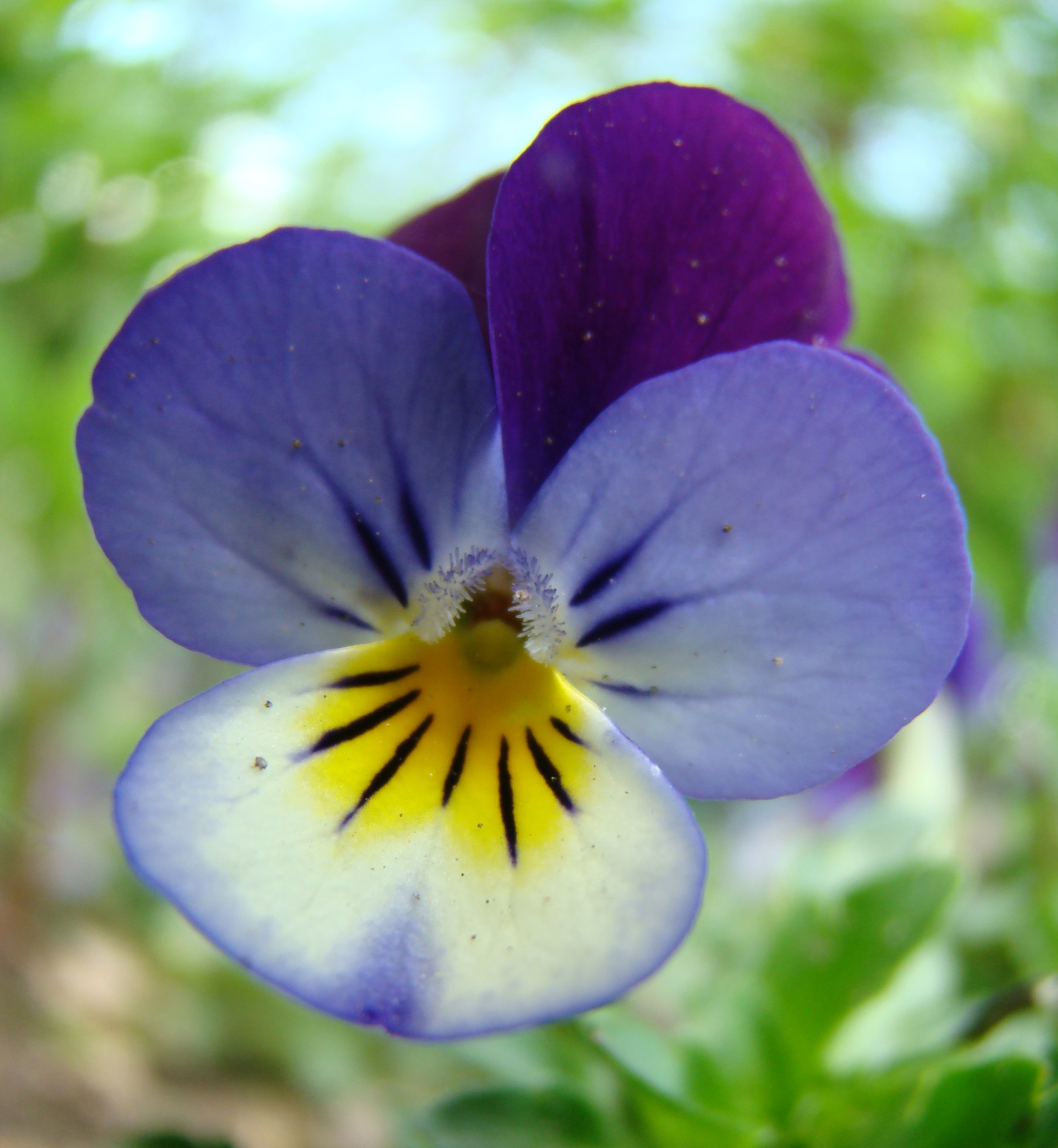
Het driekleurig viooltje als symbool voor de vrijdenkerij

Vrijdenkerij (in België: vrijzinnigheid) of vrijdenken, is de opvatting dat men zich in het denken uitsluitend door de rede, wetenschap en logica laat leiden en niet door (autoriteits)geloof, traditie of paradigma. Vrijdenkers keren zich tegen elke vorm van dogma.

## Ontstaan
"Sapere aude!" ("Durf te weten!")— Horatius, Epistulae
De oudst bekende vermelding van het woord "vrijdenker" staat in een brief van 6 april 1697 van de filosoof en natuurwetenschapper William Molyneux aan de filosoof en arts John Locke, die hij een candid freethinker noemde. Lockes leerling Anthony Collins bracht in 1713 met zijn anonieme publicatie Discourse of Free-Thinking het begrip in omloop. Met de Franse vertaling van dat werk in 1713/14 werd het equivalent libre-penseur ingevoerd. De Duitse overdracht van freethinker naar Freidenker, die in 1715 door Gottfried Wilhelm Leibniz werd gemaakt, verbond zich in de loop van de 18e eeuw met het reeds bekende begrip Freigeist. Het boek van de Ierse filosoof George Berkeley die het christendom wilde verdedigen tegen de argumenten van de groeiende groep filosofen die zichzelf 'vrijdenkers' begonnen te noemen, werd in 1733 naar het Nederlands vertaald als Alciphron. De knibbelaar, of De gewaande vrydenker.
Aanvankelijk werden er diegenen mee aangeduid die zich op het terrein van de godsdienst vrijer opstelden. Geleidelijk kreeg het begrip een radicalere inhoud en sinds de 19e eeuw zijn de meeste vrijdenkers atheïst.
Het symbool voor de vrijdenkersbeweging werd rond 1890 gekozen door de American Secular Union. De redenering hierachter was als volgt: het Franse woord 'pensée' (gedachte) lijkt op het Engelse woord 'pansy' (driekleurig viooltje). Deze bloem met 'gezicht' kan als simpel en neutraal symbool worden gedragen om het gedachtegoed verder te verspreiden.

## Nederland

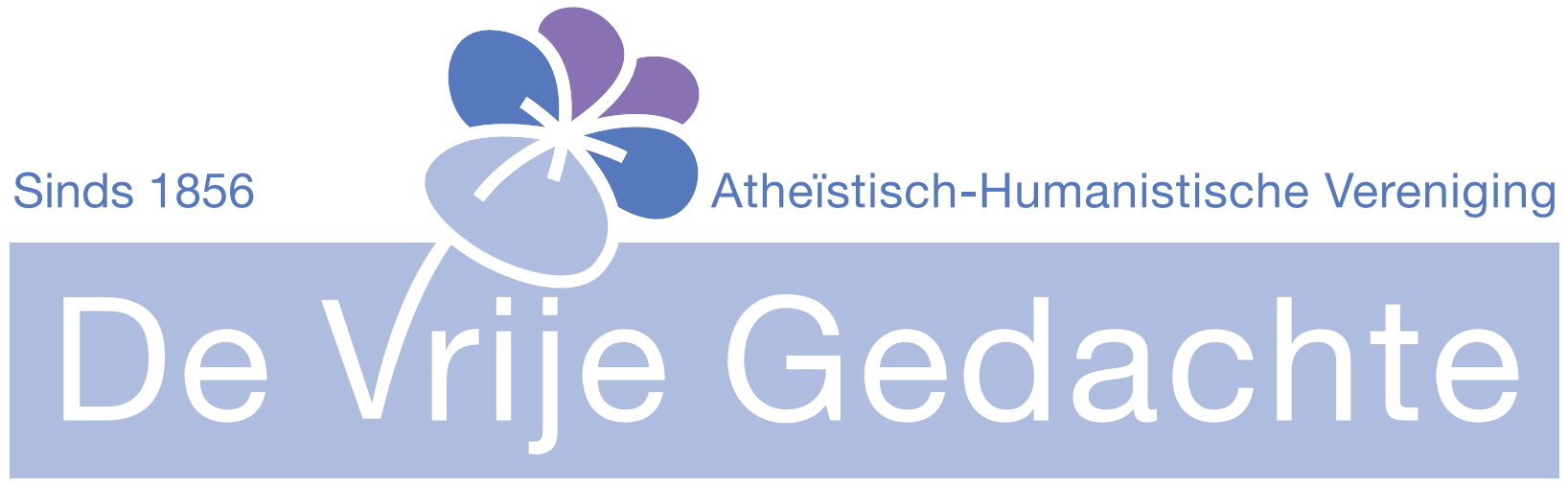
Nederlandse vrijdenkersvereniging De Vrije Gedachte werd in 1856 opgericht als De Dageraad.

In Nederland ontstond in 1856 te Amsterdam een eerste vereniging van vrijdenkers: De Dageraad, sinds 1957 De Vrije Gedachte geheten. Haar grootste bloeiperiode kende zij in het interbellum. Vrijdenkers verenigd in de Kiesvereeniging Vrijdenkers naar het Parlement namen in de jaren twintig van de 20ste eeuw, overigens zonder succes, deel aan de Tweede Kamerverkiezingen. Belangrijke vertegenwoordigers van het vrijdenken in Nederland waren toen de rechtsgeleerde en filosoof Leo Polak (1880-1941), Jan Hoving en Anton Constandse.
Belangrijke figuren uit de beginperiode waren Johannes van Vloten (1818 - 1883) en Multatuli (1820 - 1887). Een band met de opkomende arbeidersbeweging werd gelegd via mensen als Jan Antoon Fortuijn (1855 - 1940), Domela Nieuwenhuis (1846 - 1919), Abraham Johannes Lansen (1847 - 1931) en A.H. Gerhard (1858 - 1948).
De vereniging stelt zich ten doel het bevorderen van het vrijdenken: een humanistisch-atheïstische levenshouding die gebaseerd is op redelijk (door de rede geleid) leren kennen van de werkelijkheid en zedelijk handelen naar normen die onder meer voortkomen uit solidariteit met de medemens.
Het orgaan van de vereniging heette sinds 1969 eveneens De Vrije Gedachte en heet sinds 2006 De Vrijdenker.

## België
In België, waar in plaats van vrijdenkerij vaker de term vrijzinnigheid wordt gebruikt, ontstond in 1854 de eerste organisatie van vrijzinnigen:  'L'Affranchissement' . In 1856 volgde de vereniging  'Les Solidaires' , in 1860  'L'Association de la Démocratie militante Le Peuple'  en in 1863  'La Libre Pensée' . De belangrijkste figuren uit deze kringen van vrijzinnigen waren César De Paepe, Victor Arnould en Jan Pellering.
In 1969 kwam een overkoepelend orgaan tot stand: de Unie van Vrijzinnige Verenigingen (UVV).